# Střevelná
Střevelná je malá vesnice, část města Železný Brod v okrese Jablonec nad Nisou. Nachází se asi 2,5 kilometru severovýchodně od Železného Brodu. Střevelná je také název katastrálního území o rozloze 1,05 km².

## Historie
První písemná zmínka o vesnici pochází z roku 1538.

## Pamětihodnosti
- Kříž před hasičskou zbrojnicí, kulturní památka ČR
- Lípa ve Střevelné 2, památný strom
- hasičská zbrojnice
- četné stavby lidové a tradiční regionální architektury

## Fotogalerie

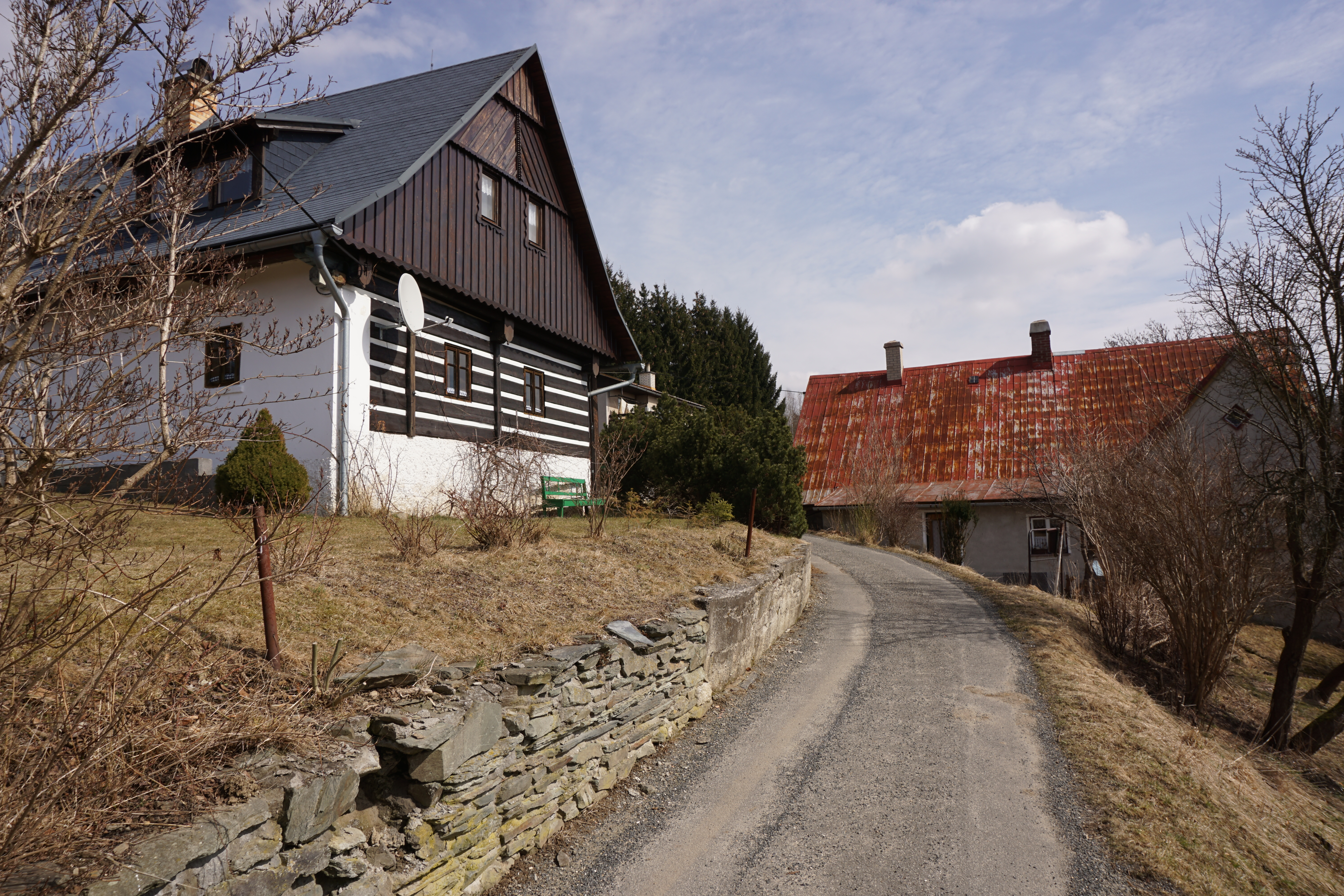
chalupa če. 3
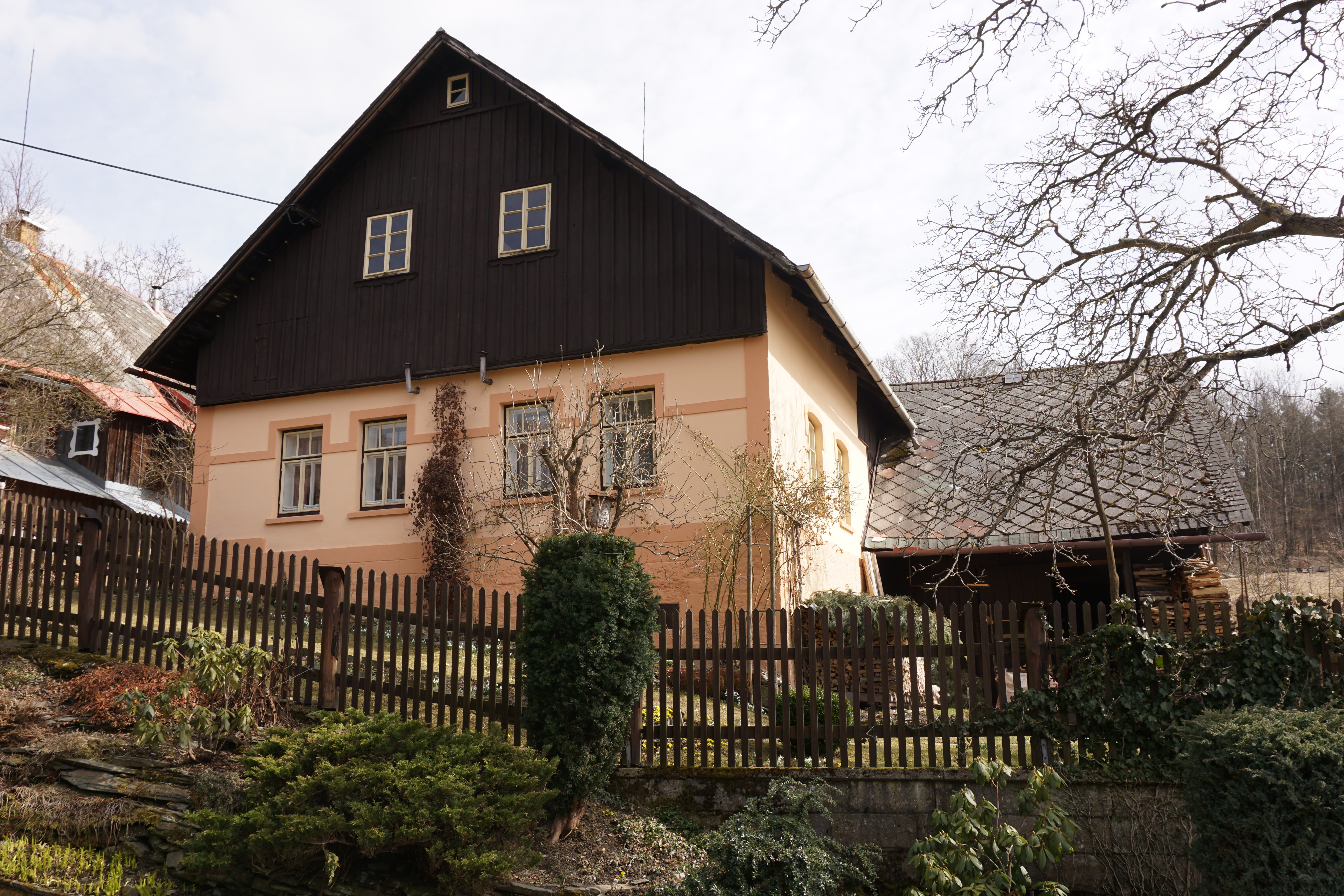
chalupa čp. 13
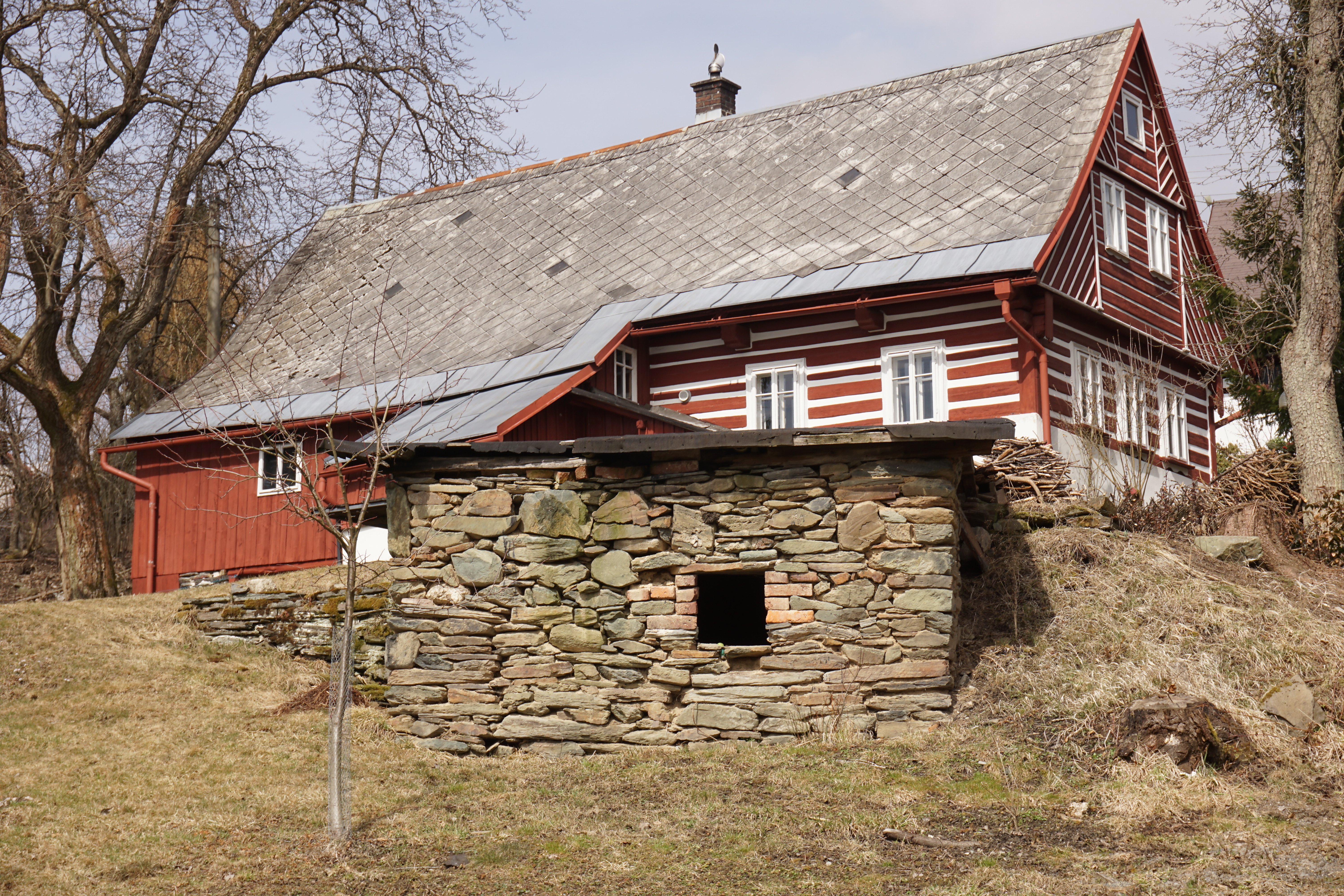
chalupa če. 4 od jihu
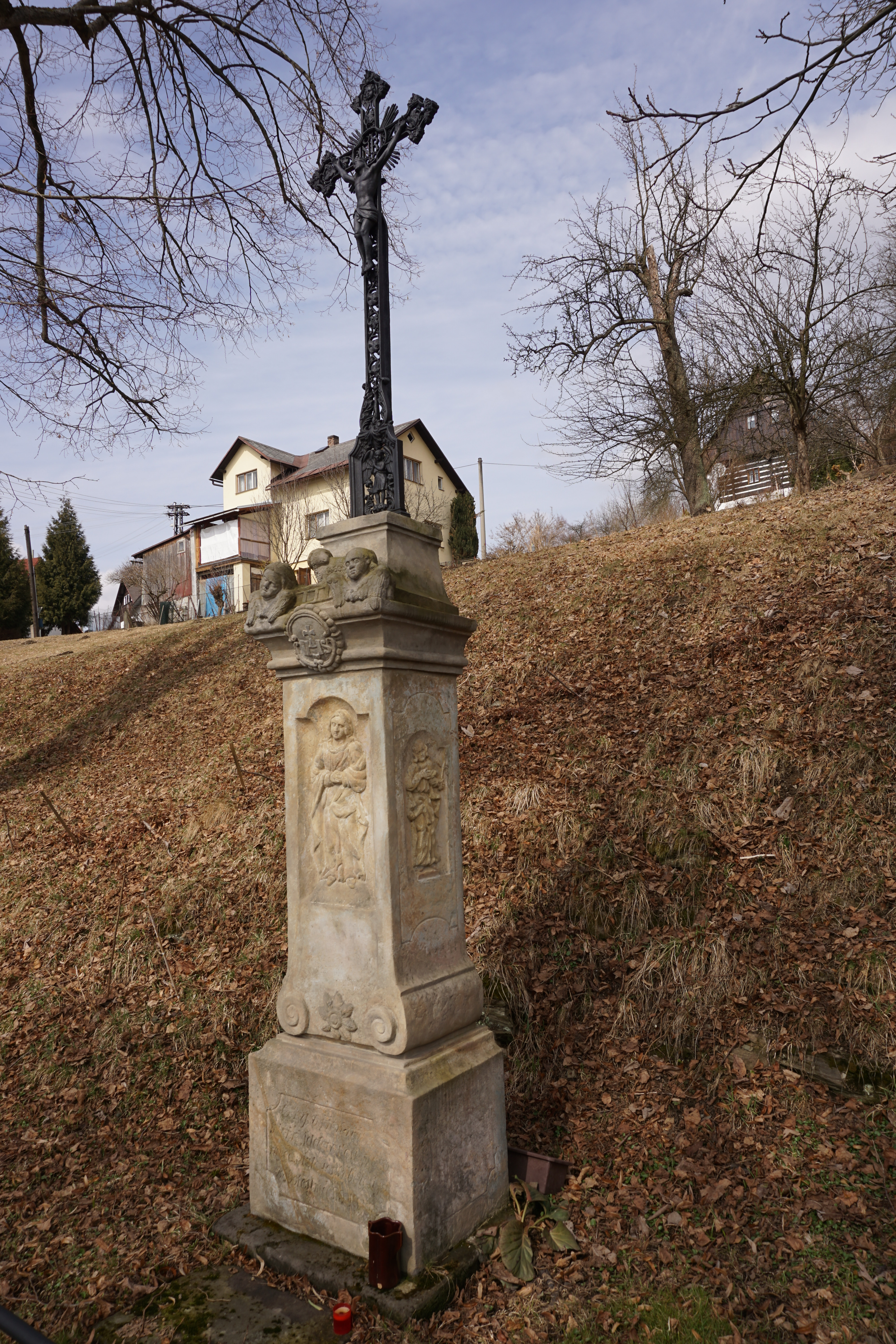
památkově chráněný kříž na návsi
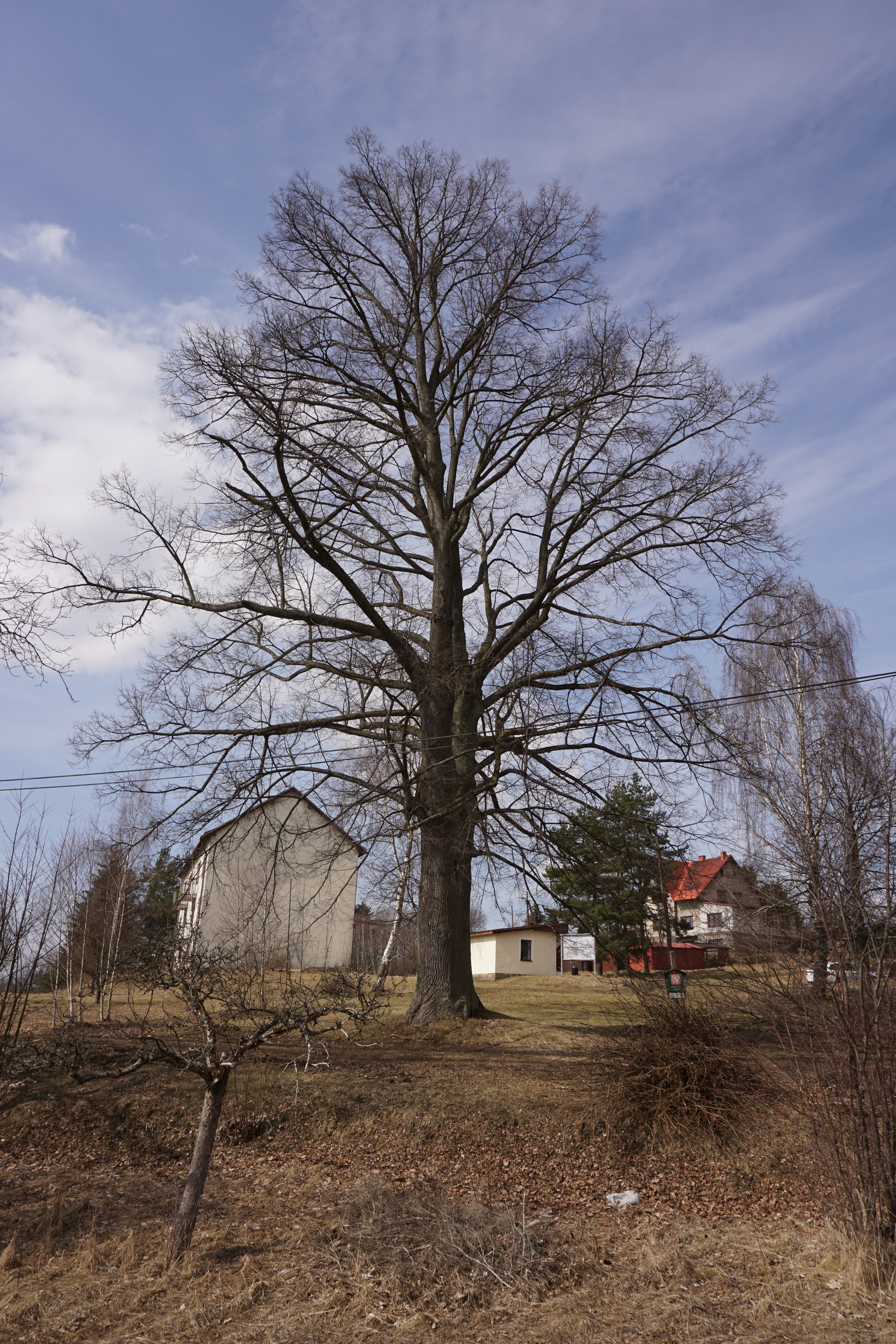
památná lípa malolistá v západní části vsi
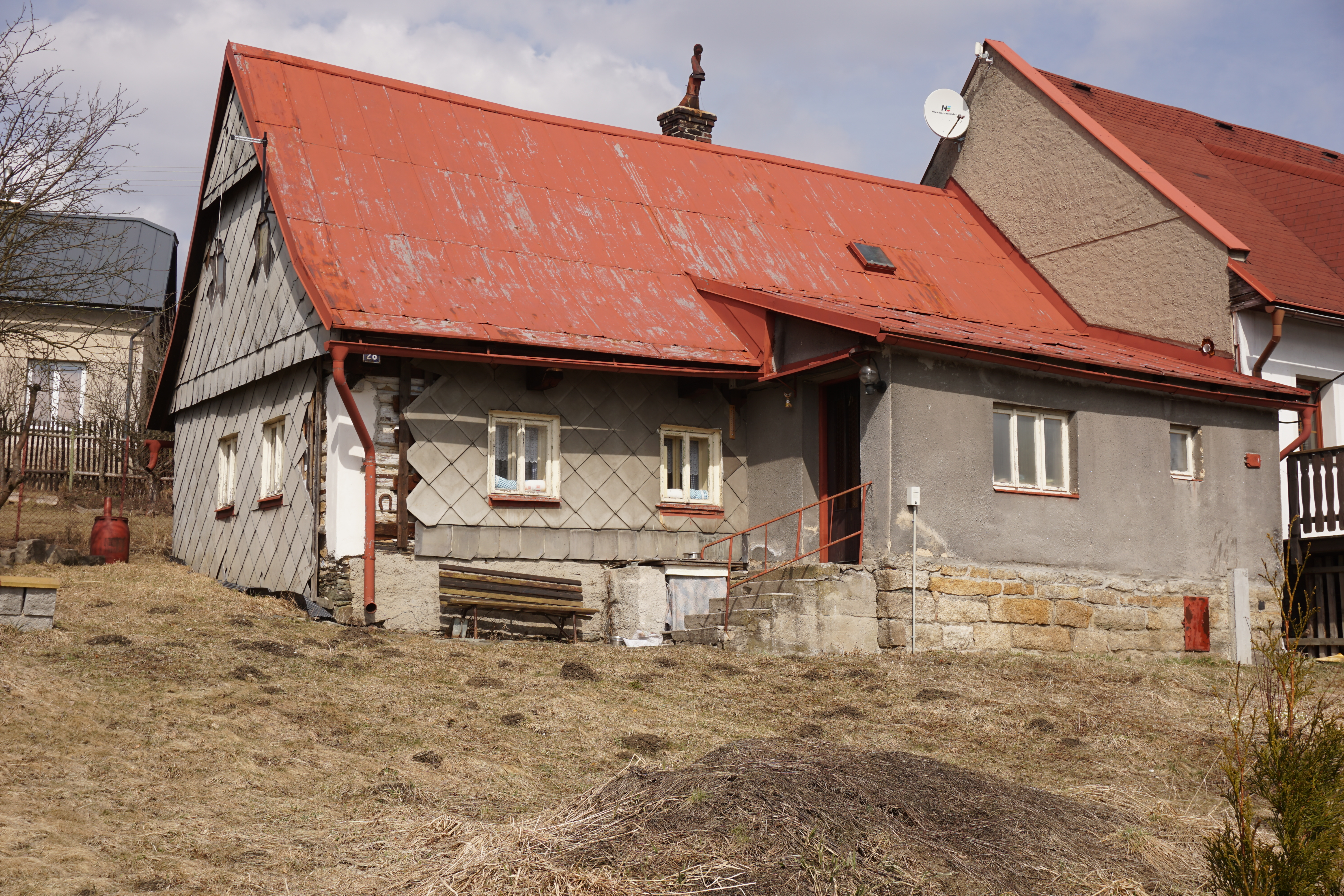
chalupa čp. 32
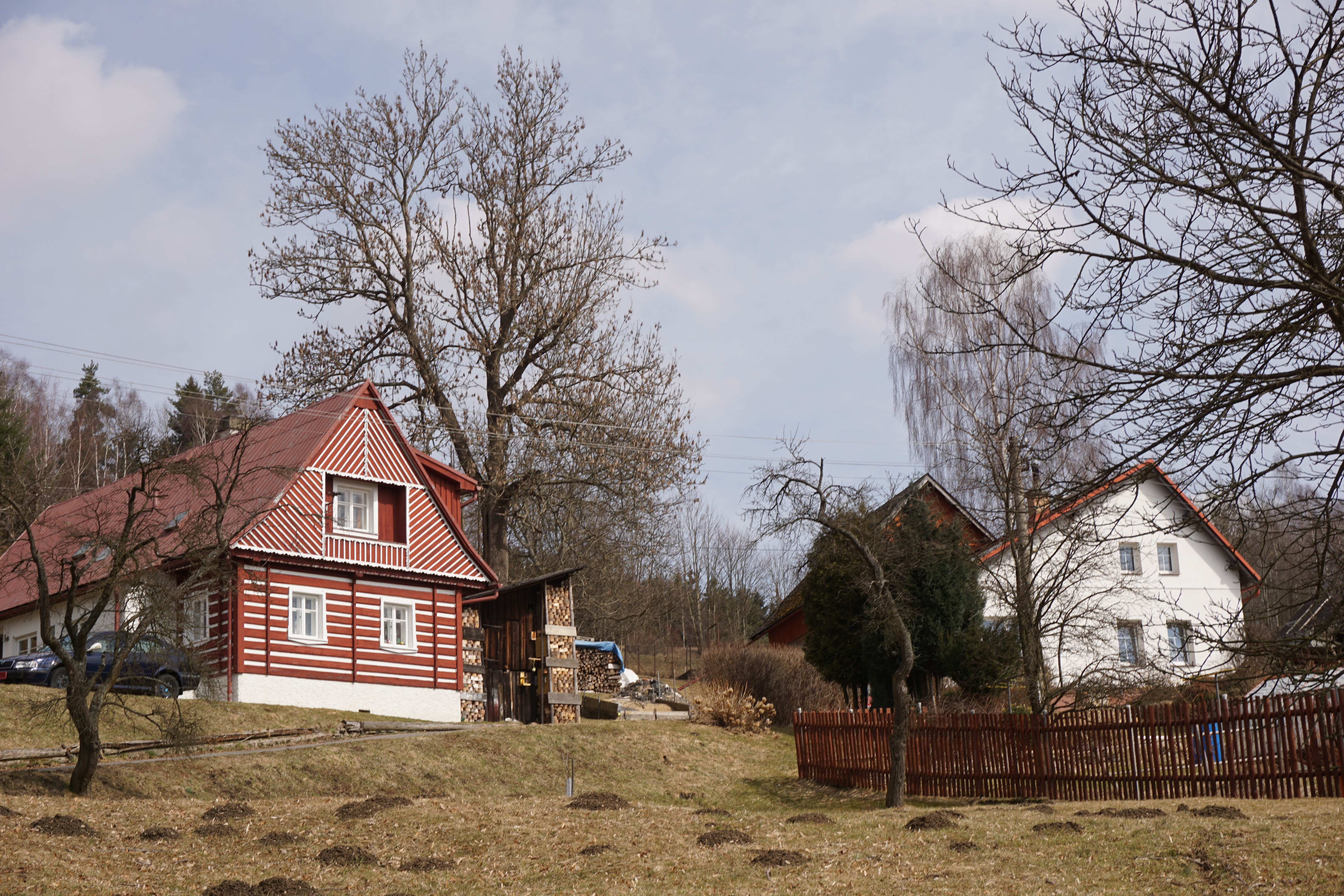
domy čp. 7 a 27.jpg
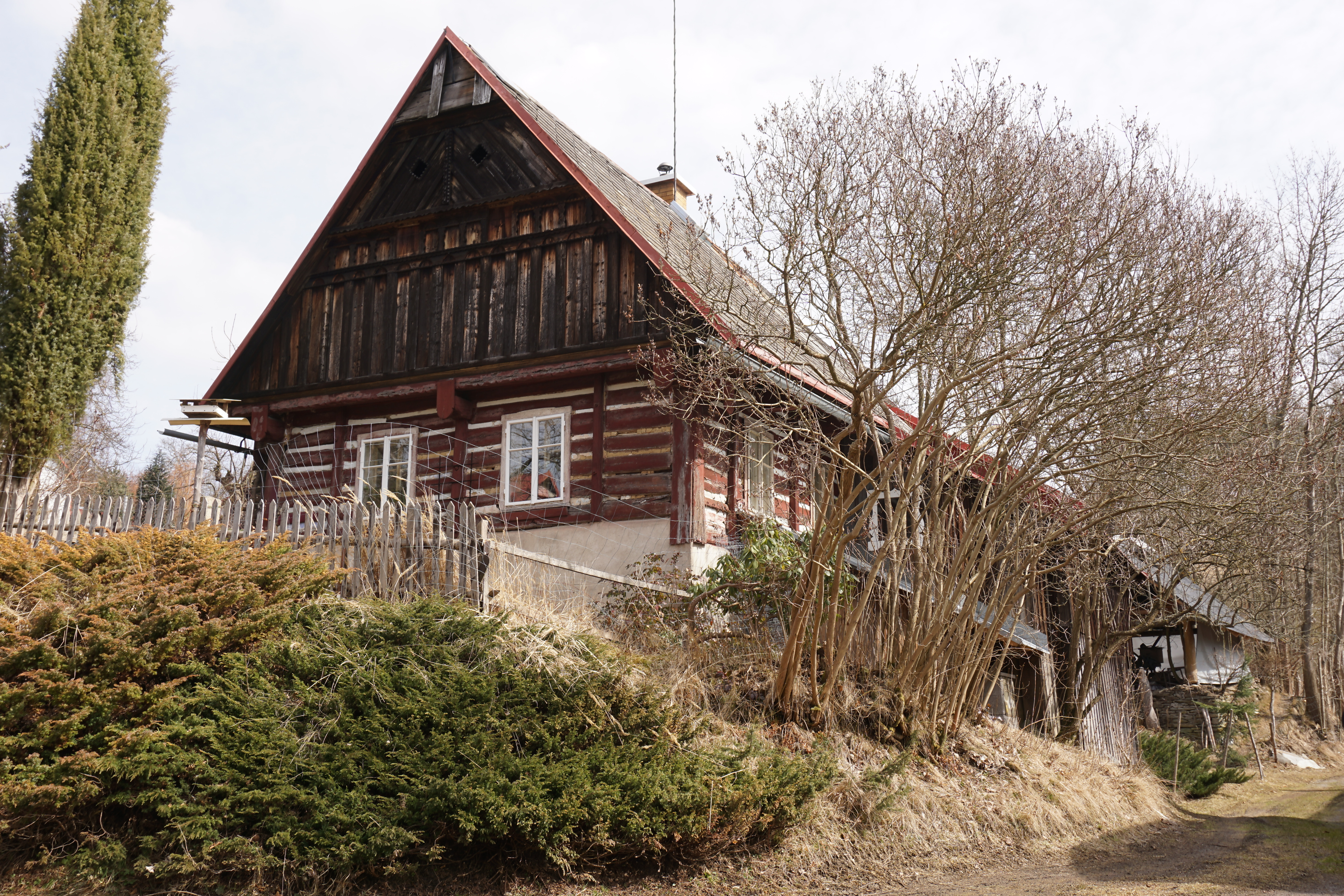
chalupa čp. 12